# Tribunal Regional Eleitoral de Alagoas
O Tribunal Regional Eleitoral de Alagoas (TRE-AL) é a segunda instância do poder judiciário, em sua competência eleitoral, no estado brasileiro de Alagoas.
Em 2025 era presidido pelo desembargador Klever Rêgo Loureiro.